# Kanjon opasnih igara (1998.)
Kanjon opasnih igara je hrvatski dugometražni film iz 1998. godine.

## Glumačka postava
- Višnja Babić kao Hanna Keller
- Relja Bašić kao Karl Stolzer
- Bruna Bebić kao Ana Katušić
- Antonio Čagalj kao Stipe
- Boris Dvornik kao Frane
- Dean Dvornik kao pilot helikoptera
- Josip Genda kao Beli
- Špiro Guberina kao Barle
- Nives Ivanković kao Hilda Stolzer
- Petar Jelaska kao Lovre
- Slavko Juraga kao Zika
- Hrvoje Klobučar kao Niko
- Frano Lasić kao Horst Keller
- Otokar Levaj kao policajac Vice
- Igor Lukić kao Zvone
- Ana Majhenić kao Ketty Keller
- Stjepan Martinčević-Mikić kao Ive
- Ante Čedo Martinić kao zapovjednik specijalaca
- Branko Matić kao gostioničar
- Valentina Mrkonja kao dijete
- Edo Peročević kao speleolog
- Luka Peroš kao Zlatan
- Dora Polić kao Mande
- Damir Poljičak kao Marko
- Ivica Pucar kao šef policije
- Branka Slavica kao djevojka
- Lucija Štamac kao Marija Katušić
- Milan Štrljić kao Marin Katušić
- Goran Tadej kao Otto
- Vuto Varvodić kao Vute
- Ilija Zovko kao Šima